# Nikolaj Peyk
Nikolaj Peyk (* 22. Juli 1966 in Kopenhagen) ist  ein dänischer Musiker, Songschreiber, Drehbuchautor und Filmregisseur.

## Leben
Ursprünglich war Peyk ein ausgebildeter Werbefotograf. Des Weiteren war er der Songschreiber und Produzent der dänischen Rap-Bands Østkyst Hustlers und  MC Einar. Nikolaj Peyk erhielt mit der Rappgruppe Østkyst Hustlers neunmal den Danish Music Awards (Dänischer Grammy), wo er zweimal in der Kategorie Dänischer Songschreiber des Jahres ausgezeichnet wurde. Peyk wirkte außerdem als Drehbuchautor und Filmregisseur bei mehreren dänischen Film- und Fernsehproduktionen.

## Filmografie
- 2001: Monas verden, Drehbuch
- 2003: Jul på Vesterbro, Drehbuch und Musik
- 2004: Inkasso, Drehbuch
- 2007: Den Sorte Madonna, Drehbuch
- 2008: Comedy Kuren, Regisseur und Drehbuch
- 2009: Hvor fanden er Herning?, Regisseur, Drehbuch und Musik
- 2010: Die Olsenbande in feiner Gesellschaft (Olsen-banden på de bonede gulve, Drehbuch)
- 2010: Tung Metal, Regisseur und Drehbuch
- 2010: Pendlerkids, (Fernsehserie, Drehbuch)
- 2013: Fra Sydhavn til West Coast, (Fernsehserie, Drehbuch)

## Diskografie
- Den nye stil – MC Einar (1988), CBS Records
- Jul det' cool – MC Einar (1988), CBS Records
- Arh Dér! – MC Einar (1989), CBS Records
- Og såd'n noget – MC Einar (1994), Sony Music/Pladecompagniet
- Verdens længste rap – Østkyst Hustlers (1995), Sony Music/Pladecompagniet
- Fuld af løgn – Østkyst Hustlers (1996), Sony Music/Pladecompagniet
- Så hold dog kæft – Østkyst Hustlers (1998), Sony Music/Pladecompagniet
- Hustlerstil 1995-2005 – Østkyst Hustlers (2005), Sony Music